# Обыкновенная горихвостка
Обыкновенная горихвостка, или садовая горихвостка, или горихвостка-лысушка (лат. Phoenicurus phoenicurus; от горе́ть и хвост, ср. нем. Gartenrotschwänzchen, лат. ruticilla — то же) — небольшая певчая птица из семейства мухоловковых отряда воробьинообразных. Это одна из самых красивых птиц, живущая в парках, садах и на культурных ландшафтах европейской части России.

## Описание
Обыкновенная горихвостка достигает длины 13—14,5 см и массы от 11 до 23 г. Окраска хвоста и брюха — насыщенно-рыжая, спина серая и иногда белый лоб. Самки обычно более бурого цвета. Птичка характерно подёргивает ярким хвостом, после чего ненадолго замирает. Во время подёргивания её хвост напоминает пламя, создаётся ощущение, что хвост птицы горит, отсюда и пошло название «горихвостка».

## Распространение
Обыкновенная горихвостка распространена в северо-западной Африке, Евразии, на большей части территории России (к востоку до Забайкалья и Якутии). Обитает в лесах, лесопарках и реже в лесостепях.

## Образ жизни

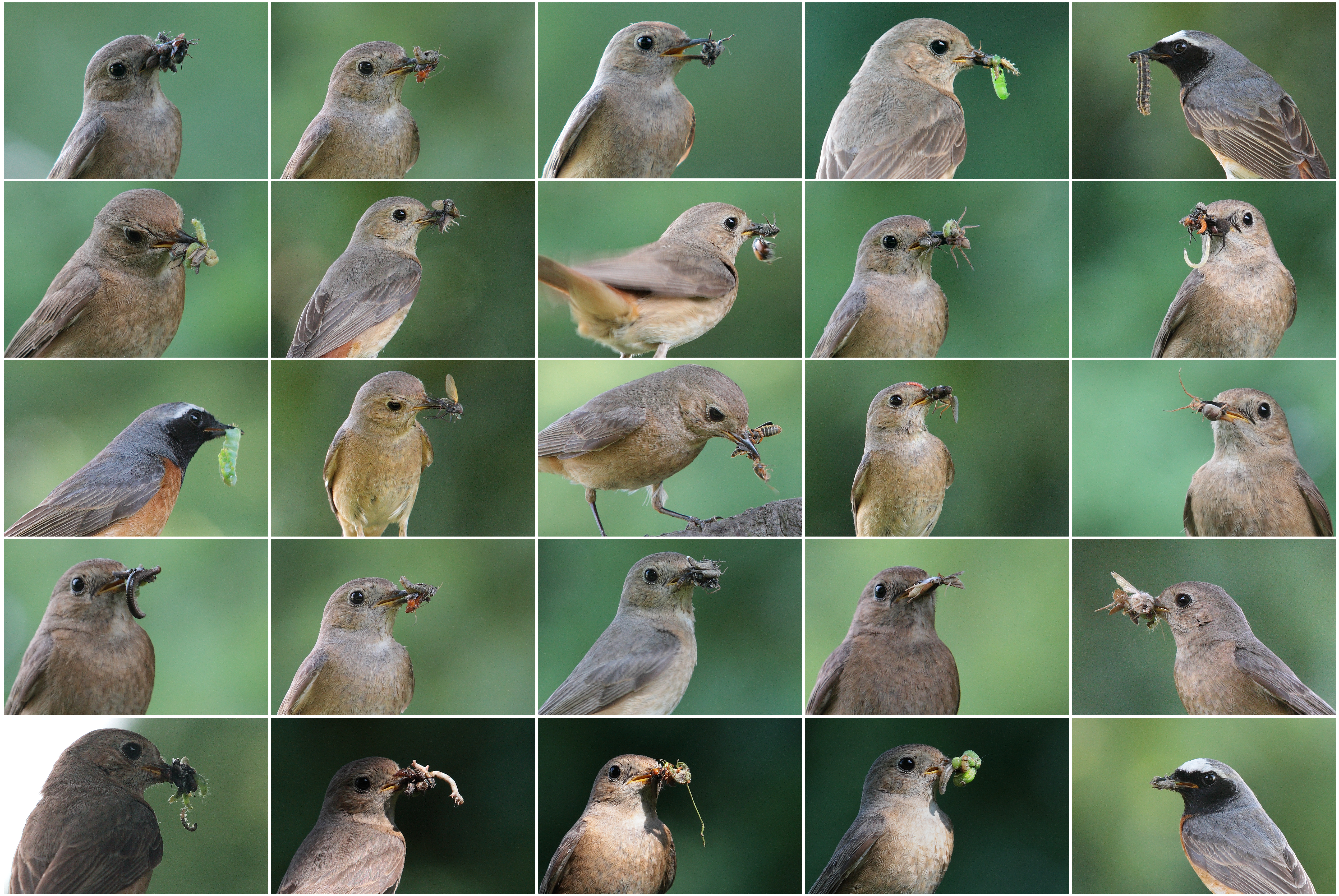
Различные источники питания горихвостки

Питается преимущественно насекомыми, иногда (в холодное время) ягодами, поэтому прилёт и отлёт горихвостки напрямую зависит от наличия корма. Ближе к апрелю, когда становится тепло, птицы постепенно заселяют свои участки. В это время они поют весь световой день и даже ночью. Песня у них очень чистая и красивая, но поют они мало. В начале июля их уже почти не слышно. Линька птиц приходится на июль — август. В конце августа — начале сентября улетают на зимовку в Африку и Южную Аравию.

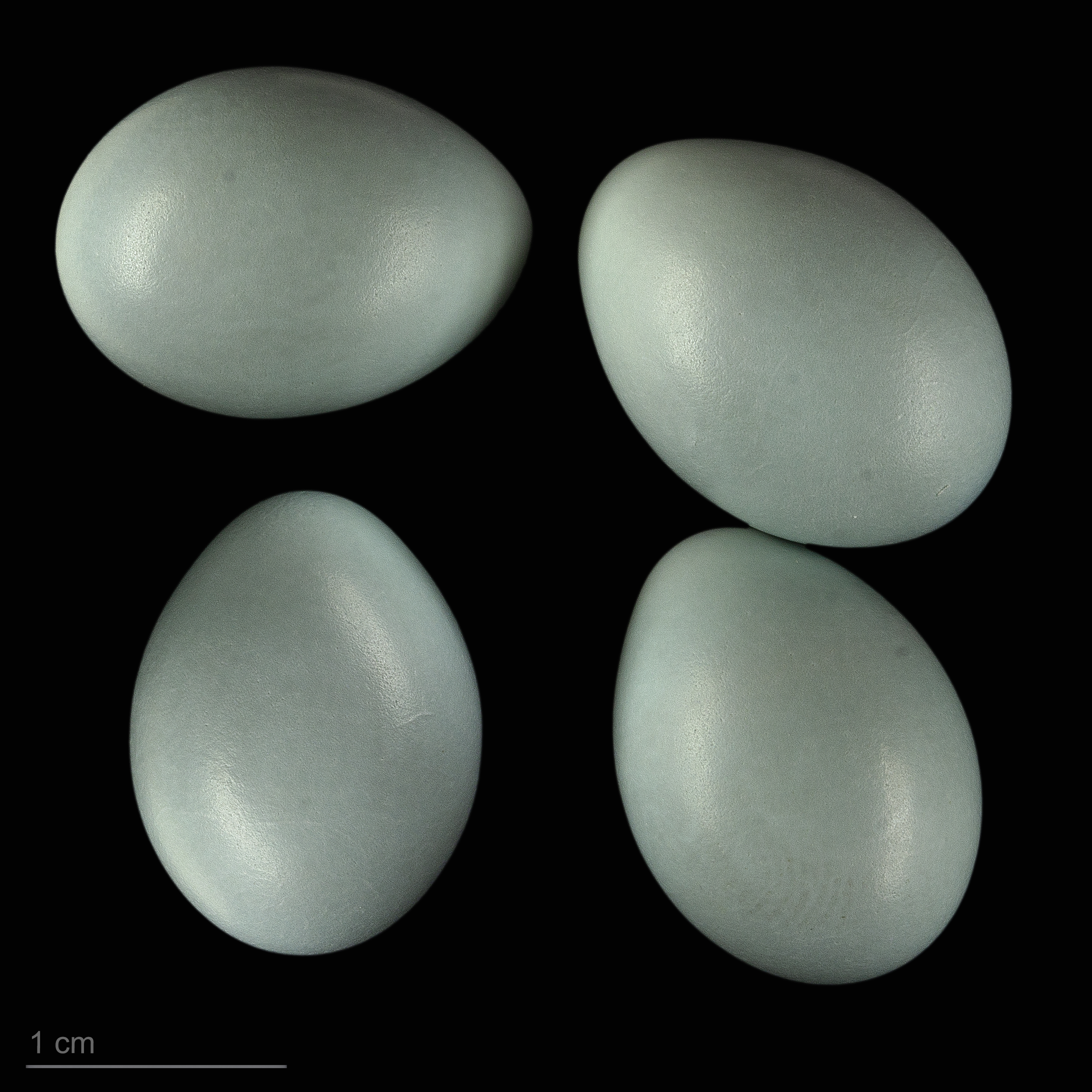
яйцо Phoenicurus phoenicurus phoenicurus - Тулузский музей

## Размножение
Для строительства гнезда горихвостки занимают неглубокие ниши, дупла и полудупла в различных деревьях, пустоты между их корнями, часто устраивают гнёзда в поленнице дров или за обшивкой стены дома. Снаружи гнездо всегда прикрыто или спрятано. В мае появляется полная кладка из 5—8 яиц ярко-голубого цвета. Высиживает потомство преимущественно самка около 15 дней. Ещё 13—15 дней вылупившиеся птенцы находятся в гнезде, а уже к середине июня происходит вылет молодых птиц. В течение недели их ещё сопровождают и кормят родители, а после взрослые птицы приступают ко второй кладке, а выводок начинает жить самостоятельно.

## Разное
- Птица года в Швейцарии в 2009 году.
- Птица года в России в 2015 году.